# Le Corbeau voulant imiter l'aigle
Le Corbeau voulant imiter l'aigle est la seizième fable du livre II de Jean de La Fontaine situé dans le premier recueil des Fables de La Fontaine, édité pour la première fois en 1668.

## Texte de la fable
L'Oiseau de Jupiter  enlevant un Mouton,

            Un Corbeau témoin de l'affaire,

Et plus faible de reins, mais non pas moins glouton,

            En voulut sur l'heure autant faire.

            Il tourne à l'entour du troupeau,

Marque entre cent Moutons le plus gras, le plus beau,

            Un vrai Mouton de sacrifice :

On l'avait réservé pour la bouche des Dieux.

Gaillard Corbeau disait, en le couvant des yeux :

            Je ne sais qui fut ta nourrice ;

Mais ton corps me paraît en merveilleux état :

            Tu me serviras de pâture.

Sur l'animal bêlant, à ces mots, il s'abat.

            La moutonnière créature

Pesait plus qu'un fromage; outre que sa toison

            Etait d'une épaisseur extrême,

Et mêlée à peu près de la même façon

            Que la barbe de Polyphème .

Elle empêtra si bien les serres du Corbeau,

Que le pauvre Animal ne put faire retraite.

Le Berger vient, le prend, l'encage bien et beau 

Le donne à ses enfants pour servir d'amusette.

Il faut se mesurer ; la conséquence est nette :

Mal prend aux volereaux de faire les voleurs.

            L'exemple est un dangereux leurre.

Tous les mangeurs de gens ne sont pas grands Seigneurs :

Où la Guêpe a passé, le Moucheron demeure.
— Jean de La Fontaine, Fables de La Fontaine, Le Corbeau voulant imiter l'Aigle